# Фонтана дел Боско (Авелино)
Фонтана дел Боско је насеље у Италији у округу Авелино, региону Кампанија.
Према процени из 2011. у насељу је живело 129 становника. Насеље се налази на надморској висини од 397 м.